# Brilliana Harley
Brilliana Harley, född 1598, död 1643, var en engelsk brevskrivare. Hon är även känd för sitt försvar av Brampton Bryan Castle under det engelska inbördeskriget 1643. 
Hon var dotter till Sir Edward Conway och gifte sig 1623 med sir Robert Harley. Hon hade ofta ansvaret för Brampton Bryan Castle då maken var borta och parets brevväxling är bevarad. Under det engelska inbördeskriget hade hon ansvaret för slottet 1643 då maken och sönerna var bortresta och försvarade framgångsrikt slottet under en sju veckors belängring av rojalistiska trupper, fram till att trupperna var tvungna att ge sig av för att strida vid Gloucester. Hon ledde också en räd av 40 trupper mot rojalistlägret vid Knighton.